# Romerska rikets statskyrka
Romerska rikets statskyrka startades den 27 februari 380, genom ediktet i Thessaloníki, då kesjar Theodosius I gjorde nicaeansk kristendom till Romerska rikets statsreligion.   Till skillnad från Konstantin I, som genom ediktet i Milano 313 tolererat kristendomen utan att sätta den högre än andra religioner och utan att själv bestämma doktrin, skapade Theodosius en ensam kristen doktrin, som han menade bekräftats av påve Damasus I och Peter II av Alexandria, som officiell statsreligion, något som följdes av förföljelserna mot hedningarna i romarriket.  Första konciliet i Konstantinopel hölls 381, som han sammankallade, utfärdade att biskopen av Konstantinopel skulle få "äran efter biskopen av Rom, eftersom Konstantinopel är det nya Rom".
Det så kallade Bysantinska riket blev aldrig lika stort igen som det var 380, och med Konstantinopels fall 1453 upphörde det att existera. Långt innan dess hade dess statskyrka smält samman med staten så pass mycket, att dess biskopar hade svårt att tänka sig kristendom utan en kejsare: och menade, "då Romerska riket kristnats, hade  den perfekta världsordning som Gud önskade nåtts: ett världsligt rike, och det sammanföll med en allmän kyrka".  Denna attityd fanns också hos kejsarna, inklusive Justinian I, som införde Caesaropapism, och antog att han hade de "rätten och ansvaret för att använda sina lagar för att styra kyrkan i minsta detalj, samt diktera vilka av hans egna teologiska uppfattningar som skulle predikas i kyrkan". samtidigt drabbades statskyrkan av östkyrkornas utträde, sedan de anklagats för monofysitism, medan kristendomen i väst fortsatte påverka lagarna.
Den romerska statskyrkan var ursprungligen i gemenskap med den kristna rörelsen utanför riket, men dispyter om kristologin ledde till splittring med kristendomen i exempelvis Persien och Etiopien. Även efter då riket blivit av med alla sina territorier i väst, förblev statskyrkan i gemenskap med väst fram till, Stora schismen 1054. De muslimska erövringarna under 600-talet, vilka reducerade  Bysantinska riket, påbörjade en process om att konvertera stora delar av den kristna världen i Västasien och Nordafrika till islam, och därmed försvagade kyrkan. Trots missionärernas aktivitet, vilken styrdes från Konstantinopel, lyckades inte kyrkan nå några större framgångar med att växa kyrkan, då områden utanför rikets politiska och militära kontroll hade bildat sina egna statskyrkor, till exempel den bulgarisk som bildades 919. Germanernas utplåning av det västra riket, som lämnade överlevande utan någon kejsare, och ökad missionärsaktivitet, som inte hade några länkar till Östrom, och bland kelterna, som aldrig tillhört Romerska riket, ledde till främjandet av en allmän kyrka, som inte direkt kunde kopplas till en speciell stat. Därmed skapades en kyrka som sträckte sig bortom rikets gränser, en idé som var äldre än statskyrkan.
När Västromerska riket försvann som politisk enhet, då Rom plundrades 410, 455, och (under Justinian Is återerövringsförsök) 546, och Romulus Augustus blev tvingad av Odoacer att avgå 476, framhärdade den kristna kyrkan gemenskap, mellan öst- och västkristendom. Under 500-talet återerövrade Justinian I flera områden vid Medelhavets västra stränder. Riket förlorade snart de flesta av dessa territorier, men behöll  Rom, som en del av Exarkatet Ravenna, fram till 751. Då öst-påvar utsågs av kejsaren såg de honom främst som en politisk ledare, men vägrade godkänna hans inblandan i religiösa frågor eller att sådana råd som sammankallats av kejsaren, som konciliet i Hieria. Gregorius III (731-741) var den sista påven att be den bysantinska kejsaren att godkänna hans val,  Då  Charlemagne kröntes till  romersk kejsare den 55 december 800 av påve Leo III, blev den politiska de facto-splittringen mellan öst och väst alltmer tydlig. Chalkedoniska kyrkan kvarstod, som en gemenskap, åtminstone i teorin, fram till Stora schismen 1054. Då kejsarmakten kvarstod, utvecklades kyrkan till en form av caesaropapism. Den upphörde definitivt att finnas genom Konstantinopels fall 1453.
Senare tiders historiker kallar kyrkan olika: som katolska kyrkan, ortodoxa kyrkan, kejsarkyrkan, Romerska kejsarkyrkan, eller Bysantinska kejsarkyrkan, vissa av begreppen omfattar större områden än bara Romerska riket. Dess arv finns i dag, direkt eller indirekt, i samfund som Romersk-katolska kyrkan, de ortodoxa kyrkorna, eller Anglikanska gemenskapen.